# Wojciech Nasalski

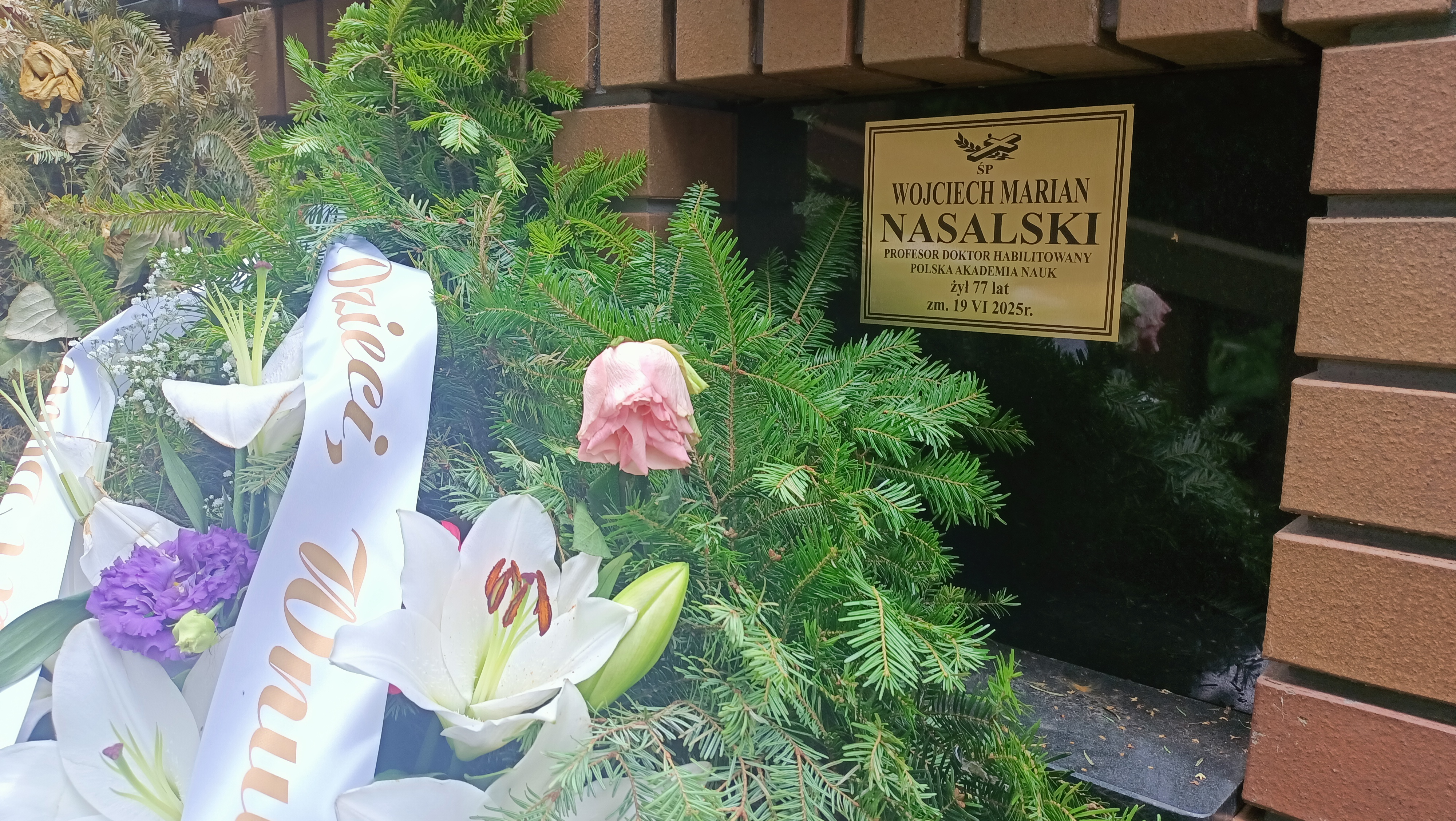
Nisza urnowa profesora Wojciecha Mariana Nasalskiego w kolumbarium cmentarza Powązkowskiego

Wojciech Marian Nasalski (zm. 19 czerwca 2025) – polski fizyk, profesor nauk technicznych.

## Życiorys
W 1971 r. ukończył studia fizyczne na Uniwersytecie Warszawskim, w 1975 r. obronił pracę doktorską, w 1991 r. habilitował się na podstawie pracy zatytułowanej Niespekularne odbicie pola elektromagnetycznego na granicy dwu dielektryków. W 2009 r. uzyskał tytuł profesora nauk technicznych. 
Został pracownikiem naukowym w Instytucie Podstawowych Problemów Techniki PAN.